# Postsendung
Als Postsendung wird in der Alltagssprache ein Schriftstück oder ein Gegenstand, der mit Hilfe eines Postunternehmens zu einem Empfänger transportiert (aufgegeben) wird, bezeichnet. Mit der Übergabe beginnt der Postlauf.

## Sendungsarten
Bei der Deutschen Bundespost und der Deutschen Post der DDR war Postsendung eine Sammelbezeichnung für alle Sendungen, die zur Postbeförderung zugelassen waren. § 4 Nummer 5 PostG definiert Postsendungen als Briefsendungen und adressierte Pakete. Soweit sie durch lizenzierte Unternehmen befördert werden, zählen Bücher, Kataloge, Zeitungen und Zeitschriften ebenfalls dazu.

### Briefsendungen
In § 4 Nummer 2 PostG wird Briefsendung als adressierte schriftliche Mitteilung, mit Ausnahme von Katalogen, wiederkehrend erscheinenden Druckschriften sowie teiladressierten Sendungen, definiert.
- Briefe
- Postkarten
- Drucksachen
- Werbesendungen, auch Wirtschaftsdrucksachen genannt
- Postwurfsendung, auch Postwurfdrucksachen genannt
- Blindensendungen

### Kleingutsendungen
- Büchersendung
- Päckchen
- Wirtschaftspäckchen
- Warensendung, auch Wirtschaftspakete genannt

### Geldübermittlungssendungen
- Postanweisungen
- Zahlkarten
- Einzahlungsaufträge
- Zahlungsanweisungen

Bei der Deutschen Post AG gibt es zahlreiche der genannten Postsendungsarten, wobei die Produktpalette seit den 1990er Jahren um verschiedene Angebote erweitert wurde.

## Entgelte

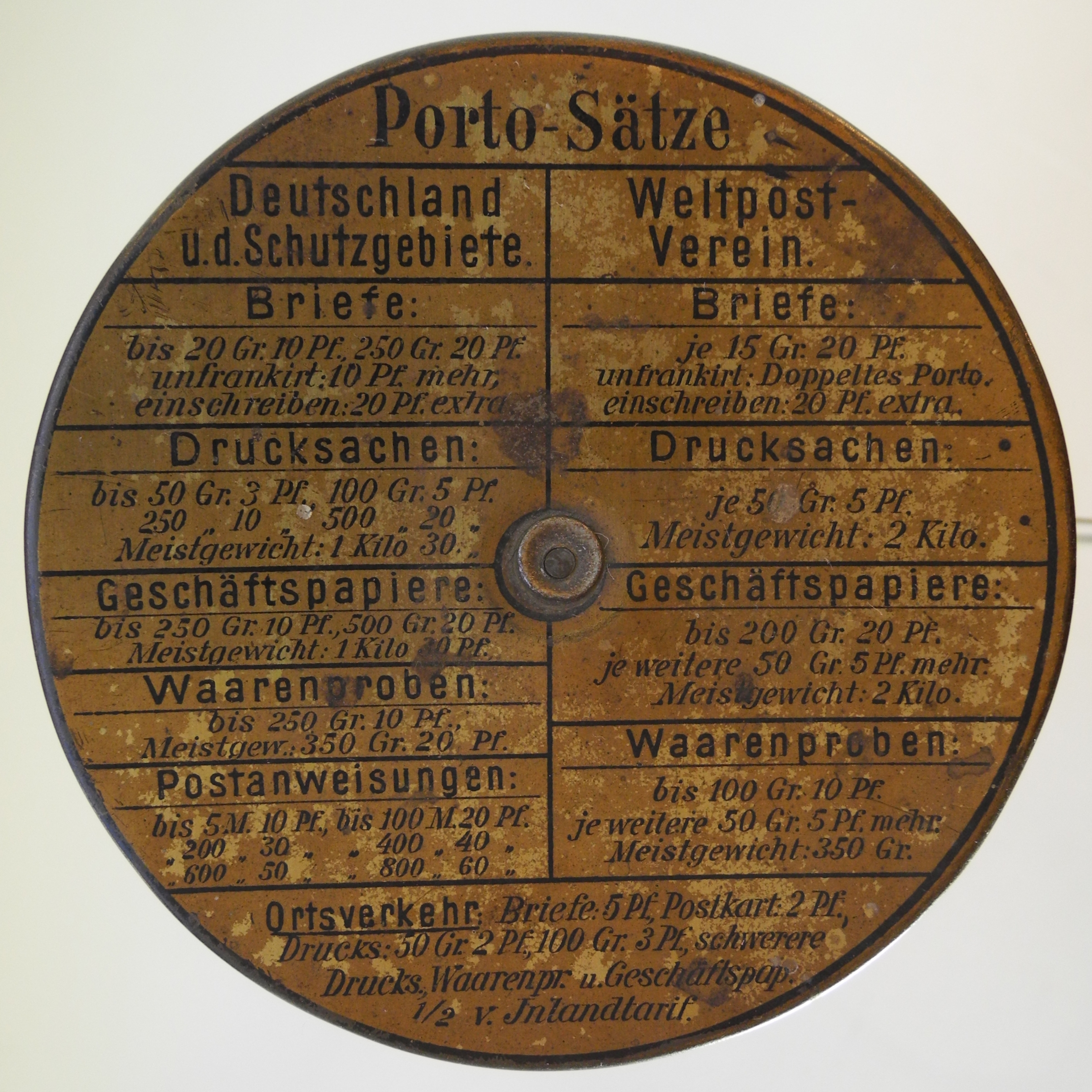
Waagenteller einer Briefwaage, auf den Portosätze (Post-Entgelte, Postgebühren) aufgedruckt sind; um 1900

Das Entgelt oder Porto (Plural: Portos oder Porti; ursprünglich von lat.: porto „ich trage“, übernommen aus dem Italienischen) ist der Preis der Dienstleistung. Bei öffentlich-rechtlichen Postbetrieben wird der Begriff Postgebühren genutzt. Die Bezahlung dieser Entgelte erfolgt durch den Kauf und das Aufkleben von Briefmarken, durch einen Aufdruck mit speziellen Stempelmaschinen oder per elektronischer „Briefmarke“. Dieser Vorgang wurde als frankieren oder freimachen bezeichnet.
Die Preise für Briefe in Deutschland wurden zum 1. Juli 2019 mit Zustimmung der Bundesnetzagentur angehoben. Da die Preise im europäischen Vergleich niedriger lagen, erfolgte die Erhöhung der Tarife. Dadurch soll der Brieftransport für das Postunternehmen rentabler zu gestalten sein. Zum Januar 2022 wurden die Tarife erneut erhöht. Die letzte Erhöhung erfolgte zum Januar 2025:
| Art           | Länge in mm | Breite in mm | Höhe in mm | max. Gewicht in Gramm | Preis seit 1. Januar 2025 in Euro |
| ------------- | ----------- | ------------ | ---------- | --------------------- | --------------------------------- |
| Postkarte     | 140–235     | 90–125       |            |                       | 0,95                              |
| Standardbrief | 140–235     | 90–125       | 05         | 020                   | 0,95                              |
| Kompaktbrief  | 100–235     | 70–125       | 10         | 050                   | 1,10                              |
| Großbrief     | 100–353     | 70–250       | 20         | 0500                  | 1,80                              |
| Maxibrief     | 100–353     | 70–250       | 50         | 1000                  | 2,90                              |

| Brief S    | L 235 × B 162 × H 5  | bis 20 g | Briefmarken | 1,20 | 0,95 | 0,92 | 1,10 |
| Brief M    | L 235 × B 162 × H 5  | bis 75 g | Briefmarken | 1,65 | 1,50 | 1,78 | 2,14 |
| Päckchen S | L 353 × B 250 × H 30 | bis 2 kg | Briefmarken | 3,30 | 3,00 | 2,98 | 3,58 |

| Typ           | Format                                   | Dicke     | Gewicht    | Preis in CHF |
| ------------- | ---------------------------------------- | --------- | ---------- | ------------ |
| Standardbrief | 140 × 90 mm bis Format B5 (250 × 176 mm) | bis 20 mm | 001–100 g  | 1.10         |
| Midibrief     | 140 × 90 mm bis Format B5 (250 × 176 mm) | bis 20 mm | 101–250 g  | 1.40         |
| Grossbrief    | bis Format B4 (353 × 250 mm)             | bis 20 mm | 001–500 g  | 2.10         |
| Grossbrief    | bis Format B4 (353 × 250 mm)             | bis 20 mm | 501–1000 g | 4.10         |

| Sendebereich                   | Versandart                   | Dimensionen   | Gewicht      | Preis     |
| ------------------------------ | ---------------------------- | ------------- | ------------ | --------- |
| innerhalb Italiens             | Posta 4                      | Piccolo       | bis 20 Gramm | 1,10 Euro |
| innerhalb Italiens             | Posta 4                      | Piccolo       | bis 50 Gramm | 2,60 Euro |
| innerhalb Italiens             | Posta 1 Posta Prioritaria    | Piccolo       | bis 50 Gramm | 2,60 Euro |
| innerhalb Italiens             | Posta 1 Posta Prioritaria    | Media         | bis 100 g    | 2,80 Euro |
| Deutschland Österreich Schweiz | Postapriority Internazionale | Standardbrief | bis 50 Gramm | 3,50 Euro |
| Deutschland Österreich Schweiz | Postamail Internazionale     | Standardbrief | bis 50 Gramm | 1,15 Euro |

### Zusatzleistungen
Entgeltermäßigungen gibt es für Büchersendungen, Warensendungen, Warenpost und Dialogpost sowie Pressepost (Postvertriebsstück, Streifbandzeitung, Pressesendung). Außerdem wird Großkunden auf die ausgewiesenen Preise Rabatte gewährt. Für andere Postanbieter werden Teilleistungen angeboten, die ebenfalls günstiger sind. Hierbei müssen die anderen Anbieter Sendungen vorsortieren oder schleusen diese erst im Ziel-Briefzentrum ein.
Private deutsche Postanbieter orientieren sich hinsichtlich der Formate und Preise in der Regel an den Tarifen der Deutschen Post, wobei sie diese meist leicht unterbieten. Die Größen der Formate orientieren sich an den Regeln der internationalen Postunion.

### Nachporto
Nachgebühr, auch Nach- oder Strafporto – bei der Deutschen Post als Nachentgelt bezeichnet – wird in einigen Ländern erhoben. Falls eine Sendung vom Absender nicht ausreichend frankiert wurde, fordert die Post die Differenz zuzüglich eines Strafzuschlages vom Empfänger ein. Werden dafür Briefmarken verwendet, so spricht man allgemeinhin von Strafportomarken, Nachportomarken oder einfach Portomarken. Spätestens seit 2012 werden in Deutschland nicht ausreichend frankierte Sendungen in der Regel auf Grund des Frankierungszwanges an den Absender zurückgeschickt und mit einem gelben Aufkleber markiert.

## Formen der Sendung
Es gibt verschiedene Formen, Postsendungen abzuwickeln (in Deutschland Versendungsform genannt). Diese können sich nach Sicherheit und Geschwindigkeit unterscheiden.
- Zu den sicheren Sendungen gehören: Einschreiben, Wertangaben, Nachnahmen und Postzustellungsaufträge.
- Zu den schnelleren Sendungen gehören: Luftpost, Express und das Telegramm.

Für die Beförderung erheben die Postunternehmen ein erhöhtes Entgelt, das je nach der besonderen Versendungsform unterschiedlich ist. Die Versendungsform setzt zwingend eine bestimmte Sendungsart voraus.

## Adressierung
Eine korrekte Adressierung einer Postsendung ist Voraussetzung für kurze Postlaufzeiten. Eine maschinenlesbare Adresse ermöglicht eine hohe Automatisierung im Postlauf. Hierzu gehören eine maschinenlesbare Schrift, eine feste Form der Empfängerangabe und die Einhaltung von verschiedenen Zonen auf der Anschriftseite.
Eine Vorausverfügung ist ein Hinweis im Adressfeld einer Postsendung oberhalb der Empfängeranschrift, der die Behandlung der Sendung vorgibt, wenn diese unzustellbar ist.
Weiterfranko bezeichnete denjenigen Anteil an der bezahlten Briefgebühr, der einer fremden Postanstalt zustand, vor dem Weltpostverein (1875).

## Durchsicht, Sicherstellung
In Deutschland dürfen die Polizei, Justiz, Nachrichtendienste, der Verfassungsschutz uvm. unter bestimmten Voraussetzungen Postsendungen durchsehen und sicherstellen (die folgende beispielhafte Aufzählung beschränkt sich auf Polizei und Justiz):
- Verdacht einer Straftat § 99 StPO zur Strafverfolgung durch Gerichte, bei Gefahr im Verzug auch Staatsanwaltschaften (§ 100 StPO). Die Benachrichtigung erfolgt, sobald dies ohne Gefährdung des Untersuchungszwecks, des Lebens, der körperlichen Unversehrtheit und der persönlichen Freiheit einer Person und von bedeutenden Vermögenswerten möglich ist (§ 101 Abs. 5 StPO).
- Justizvollzug für Gefangene (außer Arrestanten)
- Insolvenzverfahren, Postsperre gem. § 99 InsO auf Antrag oder von Amts wegen